# Масакр у Сребреници
Масакр у Сребреници (у делу јавности познат и као геноцид у Сребреници) био је масакр неколико хиљада заробљених припадника Армије Републике Босне и Херцеговине (АРБиХ) и бошњачког мушког цивилног становништва у околини Сребренице током рата у Босни и Херцеговини. Углавном су га починиле јединице Војске Републике Српске (ВРС), под командом Ратка Младића.
Пре масакра, Уједињене нације (УН) су прогласиле опкољену енклаву Сребреница „сигурним подручјем” под својом заштитом. Контингент Заштитних снага УН (УНПРОФОР) од 370 лако наоружаних холандских војника није успео да спречи заузимање града и каснији масакр. Од јула 2012. идентификовано је 6.838 жртава путем ДНК анализе делова тела пронађених из масовних гробница. Постоје наводи да је масакр био одмазда за цивилне жртве које су Србима нанели припадници АРБиХ из Сребренице под командом Насера Орића.
Меморијални центар Сребреница — Поточари, у оквиру кога се налази и мезарје, основан је 25. октобра 2000. одлуком високог представника за БиХ Волфганга Петрича, а званично га је 20. септембра 2003. отворио председник САД Бил Клинтон. На камену који се налази на улазу у Меморијални центар, уклесан је број од наводно 8.372 „жртава геноцида који није коначан” са подручја побројаних општина: Братунац, Бијељина, Фоча, Хан Пијесак, Рогатица, Сарајево, Соколац, Сребреница, Сребреник, Угљевик, Вишеград, Власеница и Зворник. До јула 2021. на мезарју у склопу Меморијалног центра, сахрањен је 6.671 табут са посмртним остацима.
Међутим, како је Закон о Меморијалном центру из 2007. омогућио да се на тамошњем мезарју сахрањују и чланови породица жртава, тачан број оних који су ту сахрањени као жртве масакра није познат. Да се на тај начин омогућила манипулација са бројем жртава, отворено се говори након што је објављено да је Емир Суљагић, директор Меморијалног центра, ту преместио посмртне остатке свог оца Суља Суљагића, који је заправо погинуо у децембру 1992. у насељу Вољавица, као припадник АРБиХ.
Хашки трибунал је масакр у Сребреници означио као злочин са елементима геноцида, пресудама у предметима Крстић, Поповић, Беара, Боровчанин, Гверо, Милетић, Николић, Пандуревић, Толимир, Караџић и Младић. По тужби Босне и Херцеговине против Савезне Републике Југославије за геноцид, Међународни суд правде (МСП) је 26. фебруара 2007. пресудио да је масакром у Сребреници прекршена Конвенцију о геноциду, али одбацио тужбени захтев да се геноцид догодио на читавој територији Босне и Херцеговине, већ само на територији општине Сребреница. Такође, Хашки трибунал и МСП су утврдили да Србија ни на који начин није одговорна за те догађаје, мада је пропустила да их спречи и потом казни кривце. У мају 2024. УН су усвојиле контроверзну Резолуцију 78/282 којом се 11. јул обележава као „Међународни дан промишљања и сећања на геноцид у Сребреници”.

## Позадина

### Почетак сукоба 1992. године
Након референдума о независности Републике Босне и Херцеговине, који је одржан 29. фебруара и 1. марта 1992, дошло је до првих етничких сукоба између Муслимана и Срба. Још у атмосфери референдума који је бојкотовала Српска демократска странка (СДС), на свадби испред Старе цркве на Башчаршији у Сарајеву, предратни криминалац припадник Зелених беретки Рамиз Делалић Ћело је пуцњем из пиштоља убио младожењиног оца Николу Гардовића и ранио свештеника Српске православне цркве Раденка Мировића. Ово је био почетак оружаних сукоба у Босни и Херцеговини.
Уследило је образовање оружаних снага по етничким основама. Чланови Хрватске демократске заједнице Босне и Херцеговине (ХДЗ БиХ) су 8. априла основали Хрватско вијеће одбране (ХВО). Потом, 15. априла су муслимански официри некадашње Југословенске народне армије (ЈНА), наклоњени Странци демократске акције (СДА) и Алији Изетбеговићу, основали Армију Републике Босне и Херцеговине (АРБиХ). На крају, Скупштина српског народа у Босни и Херцеговини одлучила је 12. маја да оснује оружане снаге — Војску Републике Српске (ВРС).

### Злочини АРБиХ и етничко чишћење Срба у Подрињу (1992—1993)
Од децембра 1992. до јула 1995, АРБиХ је континуирано вршила нападе и злочине над цивилима по оближњим српским селима: Бљечева, Коњевић поље, Сандићи, Лозничка ријека (у два наврата), Загони (у два наврата), Биљача, Магашићи, Хранча, Јежестица (у два наврата), Залужје, Факовићи, Бољевићи, Сикирић, Бјеловац, Брана Бачићи, Кравица, Шиљковићи, Осмаче, Међе, Опарци, Обади, Ратковићи, Магдовићи, Калудра, Брађевина, Брежани, Крњићи, Сасе, Залазје, Миланова воденица, Подравање, Скелани, и Вишњица.
До априла 1993, на подручју општине Сребреница је убијено или протерано 91% српског становништва, а уништено је 81 од 93 српска насеља. Командант 28. дивизије Насер Орић је пред Хашким трибуналом био оптужен за ратне злочине, а пред Судом Босне и Херцеговине му је суђено заједно са Сабахудином Мухићем под оптужницом да је убио три српска заробљеника, док је један заштићени сведок потврдио да је Орић лично убио судију Слободана Илића. Орић је ослобођен у оба поступка. Током суђења, имао је јавну подршку Мунире Субашић и невладине организације Мајке Сребренице.
Институт за истраживање српских страдања у XX веку, заједно са Савезом логораша Републике Српске је 2008. објавио Књигу мртвих Срба Сребренице и Бирча 1992—1995, која садржи списак 3287 српских жртава, које су на подручју Сребренице и околине убиле муслиманске снаге. Како се највећи број жртава односи на период 1992. и 1993, на списку српских жртава се налази и напомена у којој се каже да је списак подложан допунама и проширењима списка броја жртва.

#### Покољ у Бјеловцу (1992)
Пред зору 14. децембра 1992, припадници АРБиХ под командом Орића извршили су организовани напад на српска села Бјеловац, Сикирић и Лозничка Ријека. У ова села су дошли из правца Сребренице, која се од ње налазе на свега 15 километара. Ту је извршен масакр над 109 српских цивила, а спаљено је око 350 српских кућа и других објеката.

#### Масакр у Кравици (1993)
На православни Божић 7. јануара 1993, припадници АРБиХ на челу са Орићем напали су српска села Кравицу, Јежестицу и Шиљковиће. Погинуло је 49 људи (по неким подацима 46), а неколико села спаљено до темеља. Најмлађа жртва је био четворогодишњи Владимир Гајић, а најстарија непокретна старица Мара Божић од 89 година, која је жива спаљена. Патолог др Зоран Станковић је утврдио трагове мучења на лешевима страдалим у овим селима. Тело Невенке Ђукић (45) никада није пронађено, а постоје наводи да јој је одсечена глава.
Црква Светих апостола Петра и Павла у Кравици је опљачкана и спаљена, док су околни српски гробови преорани и оскрнављени. Неколико стотина избеглица је по снегу успело да пређе Дрину и склони се у Србију.
Кравица је тешко пострадала и у Другом светском рату, када је изгубила око 600 становника, од чега је њих 111 убијено у масакру 3. јула 1944, које су починиле усташе.

### Сребреница као сигурна зона под контролом УН

#### Резолуција СБ УН 819 и споразум Младић—Халиловић
Савет безбедности Уједињених нација је 16. априла 1993. донео Резолуцију 819, којом је затражено од свих страна да Сребреницу са околином третирају као сигурну зону, ослобођену од било каквих војних активности или насилних актова.
Сутрадан 17. априла, одржан је састанак начелника Главног штаба Војске Републике Српске генерала Ратка Младића и начелника Генералштаба Армије Републике Босне и Херцеговине генерала Сефера Халиловића, уз присуство шведског генерал-пуковника Ларс-Ерика Валгрена. На састанку су Младић и Халиловић потписали споразум од 11 тачака, који је предвиђао договор о прекиду ватре и замрзавање свих борбених активности на подручју Сребренице почевши од 18. априла, затим њена демилитаризација у року од 72 сата, а под тим се подразумевало да у овом граду остану само припадници УНПРОФОР-а. Споразумом је гарантован сигуран и несметан пролаз снагама УНПРОФОР-а на путу од Тузле до Сребренице, отварање ваздушног коридора и слободно допремање хуманитарне помоћи.
Већ 18. априла, на територију Сребренице је стигао први контигент УНПРОФОР-а, сачињен од канадских војника. Ипак, до демилитаризације није дошло, јер је на подручју сигурне зоне Сребреница остало према неким подацима око 5.500 припадника Армије Републике Босне и Херцеговине. Генерал Халиловић је 2001. године пред Хашким трибуналом изјавио да АРБиХ није сматрала да је споразум потписан са генералом Младићем обавезује, као и да босански муслимани нису желели предати оружје. Уз то, хеликоптери АРБиХ су прекршили зону забране лета, док су њене бригаде (од којих ће 1. марта 1995. године настати 28. дивизија) наставиле да се наоружавају, да из сигурне зоне отварају ватру по положајима Војске Републике Српске и да бесправно присвајају један део хуманитарне помоћи који је пристизао у Сребреницу.
Између 1.000 и 2.000 војника три бригаде Дринског корпуса Војске Републике Српске је било распоређено на ободима сигурне зоне Сребреница, како би онемогућили упаде АРБиХ из сигурне зоне у српска насеља. Неки су и ово протумачили као кршење сигурне зоне, премда су сви војници Војске Републике Српске били ван ње и нису имали никакво дејство на њеној територији.

#### Резолуција СБ УН 824
Савет безбедности Уједињених нација је 6. маја 1993. године, донео Резолуцију 824, којом је сигурним зонама прогласио Сарајево, Тузлу, Жепу, Горажде, Бихаћ и Сребреницу. У резолуцији је подвучена одлучност снабдевања хуманитарном помоћи и заштите тих зона чак и војном силом (између осталог и уз помоћ војника из састава УНПРОФОР-а, делујући у самоодбрани).
Међутим, у сигурним зонама Сребреница и даље остају снаге АРБиХ, наставља да се наоружава, врши мобилизацију и повремено напада околна српска села. Последњи напад уочи контраофанзиве Војске Републике Српске и њеног уласка у Сребреницу, догодио се 26. јуна 1995. године, када је АРБиХ извршила напад на Вишњицу.
За време постојања сигурне зоне Сребреница, три човека су у граду играла водећу улогу: командант 28. дивизије АРБиХ Насер Орић, начелник сребреничке станице безбедности Хакија Мехољић и локални политичар Ибран Мустафић (један од оснивача Странке демократске акције).
Оно што је важно истаћи, јесте да је 28. дивизије АРБиХ формирана од шест раније постојећих бригада, дана 1. марта 1995. године у Сребреници, дакле скоро две године након успостављања сигурне зоне УН на том подручју.

### Сведочења Хакије Мехољића и Ибрана Мустафића о Изетбеговићу и планираном злочину (1993)
Хакија Мехољић, ратни начелник сребреничке станице безбедности, током 1993. године је присуствовао састанку у хотелу Холидеј Ин у Сарајеву, на којем је Алија Изетбеговић, према његовим сведочењима рекао: „Нуди ми Клинтон да четници уђу у Сребреницу, изврше покољ 5.000 Муслимана и биће војна интервенција НАТО снага у цијелој Босни и Херцеговини.” Мехољић се томе успротивио, након чега је Изетбеговић питао шта мисле о размени територија, тако што би Сребреницу препустили у замену за Вогошћу, што је такође наводно постојало као понуда.
Ибран Мустафић у својој књизи „Планирани хаос” је такође оптужио Изетбеговића да је у договору са Клинтоном омогућио да дође до „геноцида у Сребреници”, као и да је Насер Орић крив за смрт неколико стотина Бошњака:
Да сам могао да судим Орићу у Хагу, ја бих му за злочине над Србима пресудио најмање 20 година затвора. Али, за злочине над сународницима пресудио бих му најмање 200.000 година. Он је најодговорнији што је Сребреница постала највећа мрља у историји човечанства. Он је и 1993. године, кад ова енклава умало није освојена, побегао из Сребренице. Побегао је и 1995. Орић је најобичнија јајара и да нема српских медија, њему се не би придавао никакав значај.
Један од оснивача Странке демократске акције Мухамед Филиповић, амбасадор Републике Босне и Херцеговине у Лондону током рата, тврдио је да је постојао договор између власти у Републици Српској и Сарајеву, да се Сребреница преда готово без борбе како би Република Српска створила компактну територију уз Дрину, у замену за препуштање Хаџића, Илијаша и Вогошће.

### Однос међународне заједнице према Србима (до јула 1995)
У јуну 1995. године, француски председник Жак Ширак је у разговору са Андреасом Папандреуом, премијером Грчке, изјавио:
Дозволите ми да Вас прекинем, господине председниче, Срби су народ без закона и без вере. Срби су народ разбојника и терориста.— Жак Ширак, председник Француске

## Напад на Сребреницу

### Напад АРБиХ на Вишњицу
Армија Републике Босне и Херцеговине је 26. јуна 1995. године напала Вишњицу, која се налази на нешто мање од 30 километара од Сребренице. Ибран Мустафић у својој књизи „Планирани хаос”, наводи се да је погинуло неколико цивила, као и да је наређење за напад стигло од генерала Енвера Хаџихасановића из Сарајева.
Спаљен је део села насељен српским становништвом, отето око стотину оваца, а број жртава никада није утврђен. Америчка новинарка Дајана Џонстон је у својој књизи написали да је убијено 40 „четника”, мислећи на припаднике Војске Републике Српске.
Холандски батаљон у саставу УНПРОФОР-а није ни покушао да спречи ове повремене излете 28. дивизије АРБиХ из сигурне зоне Сребреница и њихове нападе на српска насеља.

### Распоред снага

#### Армија Републике Босне и Херцеговине
На подручју сигурне зоне Сребреница, била је стационирана 28. дивизија Армије Републике Босне и Херцеговине. Њени припадници су били опремљени различитим типовима наоружања, мада је један део присилно мобилисаних сребреничких Бошњака имао ловачко наоружање. У склопу вршења насилних мобилизација, регрутовани су дечаци старији од 16 године. Рачуна се да је број њених припадника био између 4.000 и 6.500.
У мају 1995. године, командант дивизије Насер Орић је, заједно са члановима свог штаба, хеликоптером напустио Сребреницу.

#### Војска Републике Српске
За операцију заузимања сигурне зоне Сребреница, Војска Републике Српске је ангажовала око 2.000 припадника, подељених у две тактичке групе:
1. Тактичка група 1: Зворничка пјешадијска бригада Дринског корпуса под командом пуковника Винка Пандуревића и Вукови са Дрине;
2. Тактичка група 2: Дрински лаки пешадијски батаљон формиран из састава Романијске, Власенићке, Милићке и Братуначке лаке пјешадијске бригаде бригаде;
3. Десети диверзантски одред.

#### Холандски батаљон
Холандски пешадијски батаљон у саставу операције Снага заштите Организације уједињених нација — УНПРОФОР, бројао је око 850 припадника стационираних у некадашњој фабрици каблова у Поточарима, на око 5 километара од Сребренице. Батаљон је користио 30 осматрачких пунктова широм сигурне зоне.
Командант батаљона је био холандски потпуковник Томас Кареманс.

### Ток борби

#### Заузимање Сребренице
Напад на Вишњицу, као и бројна друга кретања и дејства 28. дивизије АРБиХ, дефинитивно су определила команду Војске Републике Српске да крене у заузимање сигурних зона Сребреница и Жепа, чиме би зауставила даља дејства ове дивизије. Дана 2. јула 1995. године, командант Дринског корпуса генерал Радислав Крстић издаје наређење да се, услед повећаних активности непријатеља у сигурној зони, крене у напад чији је основни задатак пресецање енклава Сребреница и Жепа, односно сужавање сигурне зоне која је злоупотребљавана као штит 28. дивизији АРБиХ за несметано деловање.
Дана 5. јула 1995. године, извршено је размештање ангажованих снага Војске Републике Српске и заузимање предвиђених положаја за дејство. У зору 6. јула око 4 сата ујутру, пуковник Пандуревић долази на осматрачки положај у рејону планине Јавор, одакле координира даље размештање трупа.
Отпочео је напад у којем снаге ВРС нису успеле да разбију 28. дивизији АРБиХ на предвиђеним положајима, услед чега долази до прегруписавања тактичких група и ангажовања два тенка Т-55.
Неповољне временске прилике су навеле команду Војске Републике Српске да привремено прекине дејства на један дан, а напад је настављен већ 8. јула. Тога дана, припадници Холандског батаљона који су се повлачили са једног од својих осматрачких места према бази у Поточарима, свесни да је почео велики напад који не могу зауставити. На путу према Поточарима, сусрела их је група припадника 28. дивизије АРБиХ и тражила да остану са њима, знајући да Војске Републике Српске неће пуцати на припаднике мировних снага Уједињених нација. Војници из Холандског батаљона су то одбили, услед чега је дошло до вербалног сукоба, током којег је један припадник АРБиХ активирао ручну бомбу и бацио је према возилу и војницима Холандског батаљона. У експлозији је тешко рањен холандски војник Равив ван Ренсен, стар 25 година. Одмах су га ставили у возило и кренули према бази у Поточарима, где је требало да му се пружи лекарска помоћ, али је он подлегао ранама на путу.
Дана 9. јула, претходница сачињена од Вукова са Дрине је стигла на око 1 километар од центра Сребренице, док се очекивало да ће главнина снага дођи током сутрашњег дана из јужног правца. Ипак, наредног дана је 28. дивизија АРБиХ узвратила жестоким контранападом и приморала Војску Републике Српске да одступи, чиме је ситуација знатно усложњена. Ради поправљања ситуације и учвршћивања фронта, команда ВРС укључује расположиву резерву, оклопно-механизовану чету и вод Прага. У борбу улази и Милан Јоловић Легенда, командант Вукова са Дрине, уводећи још својих бораца. У силовитом одговору кроз садејство Прага, тенкова Т-55 и минобацача, 28. дивизија АРБиХ губи предност и креће у повлачење, што користе Вукови са Дрине и преузимају њихове положаје.
У неуредном повлачењу, 28. дивизија се дели у две колоне и повлачи у два правца, што доводи до тога да велики број њених припадника губи везу са главнином и претпостављеном командом, те лутајући по шумама наилази на заседе Војске Републике Српске, које их већински уништавају у краћим борбама. Два крила Тактичке групе 1 се спајају и настављају да гоне непријатеља према северу.
У јутарњим часовима 10. јула, командант Холандског батаљона пуковник Кареманс је од претпостављене команде тражио ваздушна дејства по снагама Војске Републике Српске. Увече је стигло одобрење за ваздушна дејства, која је требало да отпочну наредног јутра у 6 часова. НАТО авиону су кренули из Италије, али су се вратили. Због тога је Кареманс поновио захтев ујутру 11. јула, који је поново одобрен. Овога пута је дошло до дејства два холандска авиона Ф-16, који су бацили две бомбе на положај Војске Републике Српске.
Дана 11. јула у 15.00 часова, Војске Републике Српске улази у Сребреницу. Око сат времена касније, у центар града стиже и генерал Ратко Младић. У том тренутку, још није сасвим јасно где се налазе разбијени делови 28. дивизије. Због тога, пуковник Пандуревић тражи да се не жури са даљим операцијама у правцу Жепе, али му генерал Младић издаје наређење да крене тамо.

### Пробој 28. дивизије према Тузли

#### Састанак у Шушњарима
Преостали делови 28. дивизије АРБиХ су одржали састанак у селу Шушњари, западно од Поточара, на којем су одлучили да крену у пробој према Тузли. За такву акцију добили су одобрење и команданта дивизије Насера Орића. У борбеном поретку, организујући претходницу, зачеље, обезбеђујући бокове и све по правилима ратовања, ова колона која је бројала између 10.000 и 15.000 људи, креће у пробој према Тузли, која је удаљена око 90 километара. Један део колоне, јесу били војно способни мушкарци из Сребренице, који су или претходно мобилисани или сами кренули.
У пробоју до Тузле, 28. дивизија АРБиХ се чак 19 пута сукобила са снагама Војске Републике Српске. У овим борбама, страдало је неколико хиљада људи. На путу је долазило и до међусобних сукоба самих Бошњака. Ратни председник Извршног одбора Скупштине општине Сребреница Ибран Мустафић је сведочио да је у тим међусобних сукобима у пробоју према Тузли, страдало између 500 и 1.000 Бошњака. Ратни начелник сребреничке станице безбедности Хакија Мехољић је сазнао и да постоји списак неподобних Бошњака из Сребренице, који треба да буду ликвидирани на пробоју према Тузли. Сазнавши да се на списку налази и његово име, Мехољић је одлучио да се издвоји из колоне са групом проверених људи и тако самостално крене ка Тузли, захваљујући чему је и преживео.

#### Сандићи
У Сандићима је Војска Републике Српске заробила један број припадника 28. дивизије АРБиХ, који су потом пребачени у Кравицу.

#### Коридор Баљковица
Током борби између Зворничке пјешадијске бригаде Војске Републике Српске и 28. дивизије АРБиХ приликом њеног повлачења према Тузли, успостављена је радио веза између команданта Зворничке бригаде пуковника Винка Пандуревића и Шемса Муминовића, команданта једне бригаде у саставу 28. дивизије АРБиХ. Пуковник Пандуревића је са њим успоставио везу, истовремено одбијајући да се јави на позиве свог Главног штаба, знајући да ће му бити наређено да без дилеме и одлагања разбије остатке 28. дивизије. Уместо тога, договара са Муминовићем да код Баљковице од 14.00 до 17.00 часова отвори коридор кроз који може проћи колона припадника 28. дивизије и одређеног броја цивила који се налази у колони. Најпре се нису усагласили могу ли проћи наоружани, да би се на крају договорили да могу проћи са оружјем. Процењује се да је за та три сата кроз отворен коридор прошло око 5.000 људи, на само неколико стотина метара од истуреног командног места са којег их је посматрао пуковник Пандуревић.

## Дешавања у Поточарима

### Муслиманске избеглице у Бајиној Башти
Једна група од око 700 или 800 муслиманских избеглица из Сребренице је, уочи уласка Војске Републике Српске у град, кренула према Дрини, прешла је и дошла на територију Бајине Баште у Србији.

### Избеглице пред базом Холандског батаљона
До вечери 11. јула 1995. године, неколико хиљада муслиманских избеглица је дошло пред базу Холандског батаљона у Поточарима, тражећи заштиту од мировних снага. Процењује се да се ту затекло између 20.000 и 25.000 избеглих из Сребренице, од којих су већина биле жене, деца и стари, али је ту било између 300 и 1000 мушкараца. Холандски батаљон није им пружио никакву помоћ, чак ни у погледу хране или воде из својих залиха, иако су људи стајали читавог дана на отвореном по јулској врућини.

### Састанак Младића и Кареманса (11. јул)
Увече 11. јула у хотелу „Фонтана” у Братунцу, одржан је састанак генерала Младића и пуковника Кареманса, команданта Холандског батаљона. Састанку је присуствовао и сребренички учитељ Несиб Манџић. На видео снимку који је настао том приликом, види се пуковник Кареманс како одрично одговара на Младићево питање да ли је он затражио ваздушна дејства по Војсци Републике Српске, иако је заправо било тако. На поновљено Младићево идентично питање, Кареманс одговара да им је наредио да се бране, на шта је Младић узвратио:
Од кога су се бранили, кад их нико није нападао? Ви сте били дужни да у складу са споразумом од априла и маја 1993. године, разоружате Муслимане у Сребреници. А Ви сте их наоружавали, с њима шверцовали и припремали за борбу против Срба! И још сте издали данас наређење да туку по мојим војницима.— генерал Ратко Младић на састанку са пуковником Каремансом, хотел „Фонтана” у Братунцу (11. јул 1995)
Кареманс је тражио гаранције од Младића да ће цивилно становништво из Поточара и припадници Холандског батаљона моћи безбедно да напусте енклаву. Генерал Младић му је потврдио да, без обзира на претходно дејство НАТО по Војсци Републике Српске тога дана, плави шлемови и даље нису циљ његовог дејства, као ни цивилно муслиманско становништво: „које није криво за то што се десило.” На крају, генерал Младић је тражио од Кареманса да му доведе делегацију муслиманских избеглица на разговор, а уколико може да доведе и представнике Армије Републике Босне и Херцеговине на преговоре, по могућству Зулфа Турсуновића или оног за кога Кареманс процени да је међу њима водећи ауторитет, јер је упознат да Насер Орић није на том терену. Кареманс је питао може ли на састанак довести и неког представника међународне заједнице, а Младић је одговорио да може повести представника било које међународне организације. Младић је понудио да збрине рањенике Холандског батаљона, АРБиХ, као и муслиманске избеглице уколико има животно угрожених, а Кареманс му се захвалио на хуманости.
Младић и Кареманс су се поново састали око 23 часа, али без делегације избеглица.

### Састанак Младића и делегације избеглица (12. јул)
Наредног дана, 12. јула, у братуначком хотелу „Фонтана” је одржан састанак генерала Младића, пуковника Кареманса и трочлане делегације муслиманских избеглица из Поточара, коју су чинили Ћамила Омановић, Ибро Нухановић и Несиб Манџић.

### Транспорт избеглица
На питање војника УН о критеријумима по којим се одвајају мушкарци, одговорено им је да се трага за починиоцима ратних злочина.
Масовне ликвидације су почеле 13. јула у подручју северно од Сребренице (долине река Јадар и Церска). Већина егзекуција је текла по сличној процедури. Мушкарци су интернирани у празне школске зграде или складишта.

## Хронологија стрељања ратних заробљеника

### Стрељање у Кравици као засебан инцидент (13. јул)
Заробљене припаднике 28. дивизије Армије Републике Босне и Херцеговине на простору Шеховића, Скелана и Сандића, њих између 270 и 300, група између 15 и 20 припадника специјалног одреда полиције Републике Српске је сместила у магацине Земљорадничке задруге у Кравици. Како је раније предвиђено да ова група, након узимања личних података и евентуалног одвајања потенцијалних учинилаца ратних злочина, буде размењена код Келесије, заробљеници нису ни везивани, а пошто им је саопштено да следи њихова размена, владала је опуштенија атмосфера.
У једном тренутку, командант одреда полиције Крсто Драгичевић је међу заробљеницима препознао једног свог комшију из Скелана, одакле је и сам родом, па је кренуо да се са њим поздрави. Користећи његову опуштеност, други заробљеник му је отео пушку и убио га на лицу места, а затим је покушао да испали рафал у правцу осталих полицајаца. Други полицајац је успео да ухвати цев пушке и усмери је у вис, те је том приликом задобио опекотине шаке. Уплашени у увелико узаврелој атмосфери, а у страху за сопствене животе, полицији доносе одлуку да ликвидирају све присутне заробљенике и тако чине.
Специјални одред полиције се убрзо вратио у команду, где се пронела вест о погибији њиховог команданта. На сахрани Крста Драгичевића у Скеланама, 15. јула, припадници одреда су разговарали о овом догађају и сложили се да је у афекту начињена недопустива грешка са њихове стране. Како су полицајци на лицу места и у брзини самостално донели одлуку о стрељању заробљеника, није постојала никаква веза са било којом вишом командом, па самим тим ни шира одговорност.
Иако се у пресудама Међународног кривичног суда за бившу Југославију помињу бројке од 1.000 до 1.500 стрељаних у Кравици, до сада је пронађено 284 посмртна остатка у три масовне гробнице, за које се тврди да су служиле за покопавање овде убијених. У масовној гробници Глогово 2 је пронађено 139 посмртних остатака, док је у секундарној гробници Зелени Јадар пронађено 145 посмртних остатака. Гробница Глогова 1 се такође наводи као место масовног сахрањивања лешева овде стрељаних заробљеника

### Плански масакр над ратним заробљеницима
Током вечери 13. јула, у Сребреницу долази пуковник Љубиша Беара, начелник безбједности Главног штаба Војске Републике Српске и састаје се са Мирославом Дероњићем, председником Кризног штаба општине Братунац. Пошто му је саопштио да је ту са циљем да стреља заробљенике, Дероњић је рекао да то не сме чинити на подручју општине Братунац. Због тога је пуковник Беара од раног јутра 14. јула, организовао 27 аутобуса за пребацивање заробљеника из Братунца у Зворник и одредио укупно пет локација на којима ће се извршити стрељање — Војна економија Брањево, Дом културе у Пилици, Ораховица, Козлук.
Потом, Беара је почео са окупљањем снаге које ће извршити стрељање заробљеника. Успео је да придобије осам припадника 10. диверзантског одреда на челу са командантом бијељинског вода Францом Косом. Позвао је још Милана Лукића и Радована Станковића, али они су одбили или се нису појавили. Касније су се као учесници стрељања помињали и припадници Грчке добровољачке гарде, али њихово учешће никада није доказано.

#### Војна економија Брањево (14—16. јул)
На Војној економији Брањево, стрељање заробљених припадника 28. дивизије је почело 14. јула. Њихово стрељање су извршили припадници 10. диверзантског одреда, њих осморица: Франц Кос (командир Бијељинског вода), Марко Бошкић, Александар Цветковић, Дражен Ердемовић, Брано Гојковић, Властимир Голијан, Зоран Гороња и Станко Савановић. Заробљеници су приликом стрељања били везани.

#### Ораховица
Један војник Зворничке пјешадијске бригаде који се случајно затекао у Ораховцу, будући да је био на одсуству, узео је учешћа у стрељању. Међутим, погинуо је после неколико дана и никада није могао бити сведок тих дешавања.

## Жртве

### Број жртава
Септембра 2002. године, Канцеларија за односе са Хашким трибуналом Републике Српске објавила је извештај о случају Сребреница. У њему се тврди да је у борбама око Сребренице погинуло 1.800 бошњачких војника, и да их је још 100 умрло од исцрпљености. Извештај наводи да је око 100 војника страдало услед српске освете или непознавања међународних закона рата. Међутим, Међународна кризна група и УН су осудили манипулацију њиховим изјавама у овом извештају.
У закључном извештају Независне међународне комисије за истраживање страдања свих народа у сребреничкој регији у периоду од 1992. до 1995. године, објављеном 21. јула 2021. године, наводи се да је током јула 1995. године у Сребреници стрељано између 2.500 и 3.000 ратних заробљеника, као и неколико стотина бошњачких цивила у Поточарима.

#### 500 живих Бошњака који су се водили као погинули или нестали
Политика је 2. априла 2010. године донијела вијест да је Мирсад Токача, директор сарајевског Истраживачко-документационог центра, на презентацији „Босанског атласа ратних злочина” изјавио је да на списку страдалих сребреничких Бошњака налазе и имена 500 особа за које је утврђено да су живи, као и да је у Меморијалном центру Поточари сахрањено 70 људи који у јулу 1995. године уопште нијесу били у Сребреници. Токача је казао да је од 7.100 несталих лица у Сребреници и околини утврђено да их је више од пет хиљада из Сребренице, а 1.600 из Зворника и Братунца.  Међутим, 21. априла 2010, Истраживачко-документациони центар је демантовао вест коју су пренели медији РС а потом је преузели и медији из Србије, наводећи да су Токачине речи извучене из контекста и погрешно представљене, називајући овај чин медија Републике Српске као класичан пример манипулације и злоупотребе медија.

### Идентитет сахрањених у Поточарима

#### Јединствени регистар бранитеља
Након што је у фебруару 2020. године, Министарство за питања бораца и инвалида одбрамбено-ослободилачког рата Федерације Босне и Херцеговине, на основу Закона о правима бранилаца/бранитеља и чланова њихових породица/обитељи и Закона о правима демобилизираних/развојачених бранилаца/бранитеља и чланова њихових породица/обитељи, објавило Јединствени регистар бранилаца/бранитеља који су се током рата у Босни и Херцеговини од 1992. до 1995. године, борили у редовима Армије Републике Босне и Херцеговине и Хрватског вијећа обране, откривено је да велики број сахрањених на мезарју Меморијалног центра Сребреница — Поточари, заправо јесу били борци Армије Републике Босне и Херцеговине, од којих многи не само да нису стрељани већ погинули у борбама, него и да су погинули на тим просторима од почетка ратних сукоба 1992. године.
Најпре је откривено да је Емир Суљагић, директор Меморијалног центра Сребреница — Поточари, посмртне остатке свог оца Суља Суљагића 2005. године пренео на мезарју Меморијалног центра, иако је Суљо Суљагић погинуо 24. децембра 1992. године у селу Вољавица (око 20 километара од Сребренице), односно више од две и по године пре сребреничког масакра. Из Јединственог регистра бранилаца се види да је Суљо Суљагић провео 224 дана у редовима Армије Републике Босне и Херцеговине, што упућује да је погинуо као њен борац. По објављивању извода из матичне књиге умрлих, Емир Суљагић је претио онима који су то објавили, тврдећи да на то нису имали право. Такође, Регистар показује и да је сам Емир Суљагић у редовима АРБиХ провео 300 дана.
Хатиџа Мехмедовић, оснивач и прва председница удружења Мајке Сребренице, изгубила је мужа Абдулаха, сина Азмира и сина Алмира. Сва тројица су, према доступним подацима из Јединственог регистра били припадници Армије Републике Босне и Херцеговине: Абдулах и Азмир Мехмедовић по 1.182 дана, а Алмир Мехмедовић 299 дана.
Председница удружења Мајке Сребренице Мунира Субашић је у рату изгубила мужа Хилма и сина Нермина, за које тврди да су жртве геноцида. Јединствени регистар наводи податке да су Хилмо Субашић и Нермин Субашић били припадници Армије Републике Босне и Херцеговине 1146 дана, односно да су заједно приступили редовима АРБиХ на самом почетку рата у Босни и Херцеговини.
Мерја Ђогаз, једна од Мајки Сребренице, у изјавама је наводила да је у сребреничком геноциду изгубила 2 сина, као и мужа и још једног сина пре геноцида. Јединствени регистар бранитеља показује да су Мустафа Османа Ђогаз (муж) провео у АРБиХ 177 дана, синови Муниб Ђогаз 1.156, Омер Ђогаз 1.162 и Зухдија Ђогаз 169 дана. Дакле, сви су били припадници Армије Републике Босне и Херцеговине.

#### Бошњаци сахрањени у Поточарима који нису погинули у Сребреници
Према речима директора Меморијалног центра, Мерседа Смајловића, у Поточарима је сахрањено и 75 бошњачких војника који нису погинули у Сребреници, а на изричиту молбу њихових рођака „из сентименталних разлога”. С том праксом се прекинуло 2007. када је одлуком високог представника формиран Меморијални центар као институција на нивоу БиХ. Смајловић је такође додао да ће се тела тих 75 војника измјестити на другу одговарајућу локацију, као и да му је позната тврдња Токаче да на списку жртава има и живих људи, али да не зна о коликом се тачно броју ради.
Генерал-мајор, Луис Макензи, такође помиње да је међу 2.000 ископаних тела, било и оних који су погинули у борбама које су се водиле током претходне три године, додајући да је бројка од 8.000 убијених математички неутемељена.

#### Срби сахрањени у Поточарима
Председник Општинске организације породица заробљених погинулих бораца и несталих цивила Сребреница Младен Грујичић изразио је сумњу да су у Меморијалном центру Поточари код Сребренице покопане и српске жртве, које су приказане као бошњачке.

## Извештаји о масакру у Сребреници

### Извештај генералног секретара УН (1999)
Припадници холандског батаљона који су били присутни на терену у то време, оценили су да је неколико похода које су Бошњаци извели из Сребренице извели са територије Сребренице имали малу или никакву војну важност. Ови походи су често били организовани у циљу прикупљања хране, пошто су Срби онемогућавали приступ хуманитарних конвоја енклави. Чак и српски извори са којима се поводом овог извештаја разговарало, оценили да бошњачке снаге у Сребреници нису представљале озбиљну војну претњу. Највећи напад који су Бошњаци извели из Сребренице је био поход на село Вишњица, 26. јуна 1995, у којем је неколико кућа спаљено, убијено до четворо Срба и украдено 100 оваца. Насупрот томе, Срби су запосели енклаву две недеље касније, протерујући десетине хиљада из својих кућа и погубивши хиљаде мушкараца и дечака. Срби су упорно претеривали оцењујући ниво напада из Сребренице у циљу стварања претпоставки за спровођење централног ратног циља: стварање географски непрекинуте и етнички чисте територије дуж Дрине како би на тај начин ослободили своје трупе за борбу у другим деловима државе.— Извештај Генералног Секретара ОУН, Кофија Анана достављен као материјал на 54. заседању Генералне Скупштине ОУН 15. новембра 1999. — тачка 479

### Примарне и секундарне масовне гробнице
Стручњаци судске медицине су идентификовали укупно 21 масовну гробницу у којима су нађени остаци жртава сребреничког масакра. Од тог броја 14 су примарне гробнице у којима су убијени сахрањени непосредно после егзекуције. Из осам од њих су земни остаци касније ископани и поново закопани на другим местима (секундарне гробнице). До 2001. откривено је 7 секундарних гробница. Премештање лешева у секундарне гробнице је чињено ради сакривања доказа о масовном убиству. Око 6.594 лешева је идентификовано до данас.

### Извештај и пад холандске владе (2002)
Натерана резултатима холандске комисије о истраживању догађаја везаних за масакр у Сребреници, 16. априла 2002. године, холандска влада премијера Вима Кока (Wim Kok) поднијела је оставку, непуних мјесец дана пре парламентарних избора који су одржани 15. маја исте године.

### Извештај Независне међународне комисије (2021)
Влада Републике Српске је 7. фебруара 2019. године основала Независну међународну комисију за истраживање страдања свих народа у сребреничкој регији у периоду од 1992. до 1995. године, под председништвом израелског историчара др Гидеона Грајфа, стручњака за Холокауст и логор Аушвиц. За чланове комисије именовани су научници из области политикологије, безбедности, социологије, медицине и права, из Израела, Јапана, Сједињених Држава, Аустралије, Србије, Италије, Нигерије, Аустрије и Немачке.
Комисија је 21. јула 2021. године објавила закључни извештај на 1.036 страна у којем је одбачена теза да се масакр у Сребреници може окарактерисати као геноцид, али да је свакако реч о ратном злочину. Комисија је оспорила методологију рада Међународног кривичног суда за бившу Југославију у поступку утврђивања намера виновника приликом почињених убистава.
Приликом истраживања, комисија се, директно или преко Републичког центра за истраживање рата, ратних злочина и тражење несталих лица Министарства правде Републике Српске, обраћала бројним релевантним институцијама са позивом на сарадњу и размену информација. Емир Суљагић, директор Меморијалног центра Сребреница — Поточари, дописом од 16. марта 2020. године, одбио је било какву сарадњу са комисијом. Институт за истраживање злочина против човјечности и међународног права Универзитета у Сарајеву никада није одговорио на позив комисије.

#### Чланови Комисије
| Име и презиме                   | Занимање                                          | Институција                                 | Држава     |
| ------------------------------- | ------------------------------------------------- | ------------------------------------------- | ---------- |
| др Гидеон Грајф (председник)    | историчар                                         |                                             | Израел     |
| Јуки Оса (заменица председника) | политиколог                                       |                                             | Јапан      |
| др Стивен Мејер                 | стручњак за безбедност                            |                                             | САД        |
| др Лоренс Арманд                | социолог, мастер психолог, доктор психологије     | Универзитет Њу Хемпшир                      | САД        |
| др Роџер Бајард                 | лекар, патолог, доктор медицине                   | Универзитет у Аделејду                      | Аустралија |
| др Марија Ђурић                 | доктор медицинских наука, универзитетски професор | Медицински факултет Универзитета у Београду | Србија     |
| Ђузепе Закарија                 | новинар                                           |                                             | Италија    |
| Аденреле Шинаба                 | полицијски официр (генерал)                       |                                             | Нигерија   |
| др Валтер Маношек               | политиколог, универзитетски професор              | Универзитет у Бечу                          | Аустрија   |
| Маркус Голдбах                  | правник, адвокат                                  |                                             | Немачка    |

## Судски процеси

### Међународни кривични суд за бившу Југославију

#### Дражен Ердемовић
Први који је пред Међународним кривичним судом за бившу Југославију процесуиран за злочин у Сребреници, био је Дражен Ердемовић, припадник 10. диверзантског одреда и учесник стрељања заробљеника на Војној економији Брањево. Ердемовића је већ у марту 1996. године у Бечеју ухапсила Служба државне безбедности СР Југославије. Након саслушања је испоручен Хашком трибуналу, где му је убрзо почело суђење.
Признао је кривицу и потврдио да је лично стрељао око 70 заробљеника. Првостепено веће га је 29. новембра 1996. године осудило на десет година затвора, а Жалбено веће 7. октобра 1997. године вратило је предмет на поновно суђење, па је Ердемовић осуђен 5. марта 1998. године на пет година затвора. Из затвора је изашао 1999. године, након одслужене две трећине казне.

#### Радислав Крстић
Претресно веће у предмету против Радислава Крстића је 2001. године, утврдило је и прихватило: „веродостојне и углавном неспорне доказе о доследном одбијању босанских Муслимана да се придржавају споразума о демилитаризацији сигурне зоне.” На суђењу је генерал Сефер Халиловић потврдио да АРБиХ није сматрала да је на било шта обавезује споразум о демилитаризацији Сребренице који је он у априлу 1993. године потписао са генералом Младићем, те да босански муслимани нису желели предати оружје. Потврдио је и да су хеликоптери АРБиХ у више наврата прекршили зону забране лета. Такође, утврђено је да је 28. дивизија остала у сигурној зони и наставила да се наоружава, да је одатле вршила нападе по положајима Војске Републике Српске, као и то да присвајала део хуманитарне помоћи који је допреман у Сребреницу.

### Табеларни преглед
| Фотографија | Име и презиме                    | Функција                                                                                       | Улога | Изречена казна    |
| ----------- | -------------------------------- | ---------------------------------------------------------------------------------------------- | --- | ----------------- |
|             | др Радован Караџић               | Предсједник Републике Српске                                                                   | | доживотни затвор  |
|             | генерал-пуковник Ратко Младић    | Начелник Главног штаба Војске Републике Српске                                                 | | доживотни затвор  |
|             | генерал Радислав Крстић          | командант Дринског корпуса                                                                     | учешће и помагање у геноциду | 35 година затвора |
|             | генерал Здравко Толимир          | помоћник команданта за обавјештајно-безбједносне послове Главног штаба Војске Републике Српске | | доживотни затвор  |
|             | пуковник Љубиша Беара            | начелник безбједности Главног штаба Војске Републике Српске.                                   | за геноцид, истребљење, убиство и прогон | доживотни затвор  |
|             | генерал-мајор Љубомир Боровчанин |                                                                                                | за помагање и подржавање геноцида, истребљења, убиства и прогона, као и за присилно премјештање становништва, злочин против човјечности и кршење обичаја ратовања | 17 година затвора |
|             | генерал-потпуковник Милан Гверо  | начелника Сектора за морал, информисање и правне послове Главног штаба Војске Републике Српске | због прогона и нехуманости | 5 година затвора  |
|             | генерал Радивоје Милетић         | начелника Управе за оперативно-наставне послове Главног штаба Војске Републике Српске          | због убистава, прогона и присилног премјештања становништва | 19 година затвора |
|             | потпуковник Вујадин Поповић      | начелник безбедности Дринског корпуса                                                          | за геноцид, истребљење, убиство и прогон | доживотни затвор  |
|             | генерал Винко Пандуревић         | командант Зворничке пјешадијске бригаде Дринског корпуса                                       | због помагања и подржавања убистава, прогона и присилног премјештања становништва                                                                                 | 13 година затвора |
|             | Драго Николић                    | начелник безбедности Зворничке пјешадијске бригаде Дринског корпуса Војске Републике Српске    | за помагање и подржавање геноцида, истребљења, убиства и прогона                                                                                                  | 35 година затвора |
|             | Дражен Ердемовић                 | припадник 10. диверзантског одреда                                                             | лично стрељао око 70 заробљеника на Војној економији Брањево | 5 година затвора  |
|             | Момир Николић                    |                                                                                                | |                   |
|             | Драган Обреновић                 |                                                                                                | |                   |
|             | Мирослав Дероњић                 |                                                                                                | |                   |

Хашки трибунал је велики дио свога рада посветио овом догађају и подигао бројне оптужбе и изрекао пресуде против људи који су у њега били умјешани.
За геноцид у Сребреници 1995. године оптужени су бивши предсједник Републике Српске Радован Караџић и генерал ВРС Ратко Младић. Радован Караџић је ухапшен у Београду 21. јула 2008. године. Генерал Ратко Младић је ухапшен 26. маја 2011. године, док је такође оптужени генерал Здравко Толимир, бивши помоћник Ратка Младића и ратни шеф обавјештајне службе Главног штаба ВРС, ухапшен 31. маја 2007. године.
Прва пресуда за злочин у Сребреници изречена је 1998. године Дражену Ердемовићу, припаднику 10. диверзантског одреда ВРС при Главном штабу ВРС, након што је признао учешће у масакру Муслимана из Сребренице 16. јула 1995. године на пољопривредном добру Брањево код Пилице. Ердемовић је на суђењу генералу Момчилу Перишићу пред Хашким трибуналом, изјавио да је као војник Војске Републике Српске учествовао у стрељању око 1.000 муслиманских мушкараца из Сребренице јула 1995. године. Ердемовић је прво био осуђен на 10 година затвора, да би му се касније казна смањила на пет година затвора.
Генерал ВРС, Радислав Крстић, осуђен је 2001. године на 46 година затвора за геноцид у Сребреници чиме је постао први осуђени за геноцид у сребреничком злочину. У априлу 2004. године Апелационо вијеће Трибунала донијело је нову пресуду којом је Крстић осуђен на 35 година затвора за помагање и подржавање геноцида. Генерал Крстић је у вријеме злочина био замјеник, а потом и командант Дринског корпуса ВРС. Судије су оцијениле да је доказано ван сваке сумње да је генерал Крстић преузео команду корпуса 13. јула 1995. године и да су јединице Дринског корпуса и јединице Главног штаба ВРС извршиле масакр у Сребреници између 13. и 19. јула 1995, кад је он командовао њима.
За злочине у Сребреници Хашки трибунал јео судио бивше официре ВРС Момира Николића на 27 година затвора, Видоја Благојевића на 18, Драгана Обреновића на 17 и Драгана Јокића на 9 година затвора.
Јануара 2010. године Јокић је био привремено ослобођен по налогу судије Патрика Робинсона. Момиру Николићу је марта 2006. године смањена казна на 20 година затвора Видоју Благојевићу је 2007. године смањена казна на 15. година.
Представници руководства Републике Српске су 2004. признали одговорност српских снага за масакр у Сребреници.

### Суд Босне и Херцеговине

#### Франц Кос и други
Суд Босне и Херцеговине је 12. августа 2010. године потврдио оптужницу против четворице припадника 10. диверзантског одреда који су учествовали у стрељању заробљеника на Војној економији Брањево: Франца Коса, Станка Којића, Властимира Голијана и Зорана Гороње. На првом рочишту 8. септембра, Голијан се изјаснио да је крив, док су Кос, Којић и Гороња изјавили да нису криви. Првостепена пресуда је изречена 15. јуна 2012. године и њоме су Кос и Гороња осуђени на по 40 година затвора, Којић на 43 године и Голијан на 19 година.
Апелационо веће је 13. фебруара 2013. године је донело другостепену пресуду, којом је одбијена жалба Тужилаштва Босне и Херцеговине, а жалбе бранилаца оптужених делимично уважене, тако да су им казне преиначене и умањене: Кос је осуђен на 35 година затвора, Гороња на 30, Којић на 32 и Голијан на 15 година затвора.

#### Табеларни приказ
| Име и презиме     | Функција                                                    | Улога | Првостепена казна | Другостепена казна |
| ----------------- | ----------------------------------------------------------- | ----- | ----------------- | ------------------ |
| Франц Кос         | командант Првог (бијељинског) вода 10. диверзантског одреда |       | 40 година затвора | 35 година затвора  |
| Станко Којић      | припадник 10. диверзантског одреда                          |       | 43 године затвора | 32 године затвора  |
| Зоран Гороња      | припадник 10. диверзантског одреда                          |       | 40 година затвора | 30 година затвора  |
| Властимир Голијан | припадник 10. диверзантског одреда                          |       | 19 година затвора | 15 година затвора  |

### Суђење у Србији
Крајем маја 2005. године на суђењу Слободану Милошевићу у Хагу, приказан је филм на коме припадници српске паравојне формације Шкорпиони убијају шест везаних заробљеника који су идентификовани као житељи Сребренице и који је снимио један од припадника ове јединице. Министар унутрашњих послова Србије, Драган Јочић потврдио је да су се ови догађаји одиграли 16. јул и 17. јула 1995. године недалеко од места Трново на планини Јахорина, око 150 km југоисточно од Сребренице. Одмах по објављивању ових снимака, десеторица припадника ове јединице била су ухапшена.
Две године касније, Специјални суд за ратне злочине Републике Србије је 10. априла 2007. осудио четири члана парамилитарне групе Шкорпиони на укупно 58 година затвора због егзекуције шесторице Бошњака током јула 1995.

## Контроверзе

### Геноцид или не?
Хашки трибунал овај догађај назвао је геноцидом и највећим масакром извршеним у Европи након Другог свјетског рата. Врховни командант Војске Републике Српске Ратко Младић, који је водио операцију заузимања Сребренице, и други српски официри су у међувремену оптужени за ратне злочине укључујући и геноцид пред Хашким трибуналом. Међународни суд правде (МСП) у Хагу је 26. фебруара 2007. у пресуди по тужби БиХ против СРЈ, овај злочин назвао геноцидом и навео је да је масакр спроведен с намером да се уништи део муслиманског становништва Босне и Херцеговине, и да према члану 2. Конвенције о спречавању геноцида потпада под његову дефиницију. Суд је утврдио да држава Србија није починила овај геноцид, нити била саучесник у његовом извршењу, али такође није ни учинила све што је било у њеној моћи да га спречи.
Ова оцена догађаја у Сребреници, међутим, није прихваћена у политичком врху Републике Српске. Република Српска је 2004. године по налогу Педија Ешдауна, високог представника за БиХ, оформила Комисију за испитивање догађаја у Сребреници, која је утврдила да се у Сребреници није десио геноцид.
Поред тога, професор Едвард Херман са сарадницима и Енди Вилкоксон (енгл. Andy Wilcoxson) доводе у питање исправност коришћења термина „геноцид”.
Генерал-мајор, Луис Макензи, који је био на челу миротворних УН јединица у Сарајеву између 1992. и 1993, критиковао је дефиницију догађаја као геноцид, рекавши да онај ко жели да изврши геноцид, не спашава жене јер су оне кључни елеменат за одржање групе која се жели уништити.
Влада Републике Србије је 31. марта 2010. године донела Декларацију о Сребреници у којој говори о догађају као злочину, а не о геноциду.
Ефраим Зуроф, директор Центра „Симон Визентал” и један од најпознатијих светских ловаца на нацисте, сматра да у Сребреници није извршен геноцид, образлажући то да:
Српске снаге су пустиле жене и децу да оду из Сребренице, нису их убили. То очито није геноцид. Геноцид је покушај да се потпуно збришу људи, а ако желите да потпуно збришете један народ, не пуштате жене и децу да оду, већ их убијете. Запад је из сопствених политичких разлога одлучио да ће Сребреница бити симбол српских ратних злочина. Али, да би оснажили тај симбол претворили су га у геноцид, што он није био.
Јехуда Бауер, један од водећих светских стручњака за холокауст и геноцид, изјавио је следеће:
Лично не бих био на страни оних који Сребреницу дефинишу као геноцид. Мислим да бих то дефинисао као масовно убиство, ратни злочин и злочин против човечности.
Имран Хосеин, улема, писац и филозоф, истакао је своје неслагање са изједначавањем геноцида и злочина који се догодио у Сребреници, рекавши средином јула 2015. године сљедеће:
Уколико већина народа осуђује убијање, како га можете назвати геноцидом? То је моје питање. Ако је геноцид, то мора да буде део државне политике. Да ли су држава Србија и босански Срби имали подршку целе заједнице, целе земље, свих људи за убијање муслимана? Не верујем.
За Радио-телевизију Српске почетком октобра 2015. дао је сљедећу изјаву:
Допустите да дефинишем геноцид: ’Геноцид је када једни људи масовно убијају друге људе’... Српски народ и остали православни хришћани у овој регији нису сретни због оног што се догодило. Они то осуђују... Већина православних хришћана овог региона не подржава злочин, зато се не може ни квалификовати као геноцид.
Иван Ивањи, српски и јеврејски књижевник и бивши Титов преводилац, који је једно време провео у нацистичком логору, такође је става да се у Сребреници није десио геноцид, већ страшан злочин. Навео је да ни у Аушвицу не би био геноцид да су аутобусима водили децу и старе одатле, као што је у Сребреници био случај, и да су у Сребреници убијани мушкарци и дечаци, што је неопростиво. Додао је и да се реч геноцид превише употребљава за скоро сваки догађај, па је тиме благо изгубила на значају.

## Реакције и резолуције

### Резолуција Представничком дома Конгреса САД (2005)
Представнички дом Конгреса Сједињених Америчких Држава је 27. јуна 2005. године, донео резолуцију поводом 10. годишњице масакра у Сребреници. За резолуцију је гласало 370 конгресмена, 62 није било присутно приликом гласања, а једини који је гласао против био је конгресмен Рон Пол. У резолуцији се говори о политици агресије и етничком чишћењу у Босни и Херцеговини, које су наводно спроводиле српске снаге уз подршку режима Слободана Милошевића. Резолуција наводи да је расељено преко 2.000.000 људи, убијено око 200.000, на десетине хиљада силовано или мучено... Према резолуцији, све то је наводно довољно да се сви ти догађаји подведу под дефиницију злочина геноцида према Конвенцији о спречавању и кажњавању злочина геноцида из 1948. године.
Држава Мисури је потом 6. јула 2005. године донела своју резолуцију у којој је злочин у Сребреници назван геноцидом, а град Сент Луис је 11. јул 2005. године прогласио Даном сећања на Сребреницу. У Сент Луису живи највећи проценат Бошњака у САД. Према једном извору, од 50.000 до 70.000 Бошњака живи у том граду од око 2,8 милиона становника.

### Резолуција Европског парламента (2009)
Европски парламент је 15. јануара 2009. године донео резолуцију којом се 11. јул проглашава Даном сећања на геноцид у Сребреници. За резолуцију је гласало 556 посланика европског парламента, 9 је било против, а 22 су били суздржани приликом гласања. Председник Владе Републике Српске Милорад Додик је одмах реаговао на ову резолуцију Европског парламента и изјавио да је она неприхватљива за Републику Српску.

### Република Српска
Драган Чавић, председник Републике Српске, у телевизијском обраћању је изјавио да су српске снаге побиле неколико хиљада цивила и тиме прекршиле међународно ратно право. Саопштио је и да је Сребреница „тамна страница српске историје”.
Педи Ешдаун, високи представник међународне заједнице у БиХ, ургирао је 2004. да Влада РС оформи комитет за истраживање догађаја лета 1995. Комитет је утврдио да је: „Ликвидирано више хиљада Бошњака на начин који представља тешка кршења међународног хуманитарног права, те да је извршилац, поред осталог, предузео мјере прикривања злочина премјештањем тијела”.
Влада Републике Српске је 10. новембра 2004. издала званично извињење после разматрања извештаја истражног комитета.

### Република Србија
Народна скупштина Србије је 31. марта 2010. резолуцијом осудила масакр у Сребреници.

### Вето Руске Федерације у Савету безбедности УН (2015)
На заседању Савета безбедности Уједињених нација 8. јула 2015. године, Руска Федерација је преко свог сталног представника Виталија Чуркина ставила вето на предлог резолуције којом је требало да злочин у Сребреници буде окарактерисан као геноцид, а коју је предложило Уједињено Краљевство. Приликом одлучивања, уздржане су биле Кина, Нигерија, Ангола и Венецуела, док су осталих 10 чланица СБ УН гласале за резолуцију.

### Резолуција Скупштине Црне Горе (2021)
Скупштина Црне Горе је 17. јуна 2021. године, усвојила Резолуцију о геноциду у Сребреници. За резолуцију је гласало 55 посланика и то Демократске Црне Горе, Уједињене реформске акције, Демократске партије социјалиста, Социјалдемократске партије, Социјалдемократа, Либералне партије, Бошњачке партије, албанских мањинских странака, као и посланица Бранка Бошњак из Покрета за промјене. Против је гласало 19 посланика из редова Демократског фронта (Нова српска демократија, Демократска народна партија, Радничка партија, Уједињена Црна Гора) и самостални посланик Марко Милачић (Права Црна Гора). Уздржани су били посланици Социјалистичке народне партије остали посланици Покрета за промјене, њих седморо укупно.
Овом резолуцијом, Скупштина Црне Горе је стала на становиште да је у Сребреници: „страдало преко 8.000 цивила бошњачке националности”, премда сви релевантни извори потврђују да међу стрељаним заробљеницима убедљиву већину чинили заробљени припадници 28. дивизије Армије Републике Босне и Херцеговине, а не цивилно становништво.

### Допуна Кривичног закона БиХ према бонским овлашћењима (2021)
Користећи се бонским овлашћењима која му дају могућност да дискреционо доноси амандмане на уставе Републике Српске и Федерације Босне и Херцеговине, доноси законе и њихове измјене и допуне, смењује изабране функционере и државне службенике и забрањује им учешће на изборима, одузима грађанска права и лична документа без права на жалбу, Високи представник за Босну и Херцеговину Валентин Инцко је 23. јула 2021. године, увео допуну Кривичног закона Босне и Херцеговине, којом је одредио: „санкционише се величање правоснажно осуђених ратних злочинаца, негирање геноцида, злочина против човјечности и ратних злочина.” Измене и допуне су ступиле на снагу 28. јула и истог дана је Ћамил Дураковић поднео кривичну пријаву против Бранимира Ђуричића, новинара Радио телевизије Републике Српске.

### Резолуција Генералне скупштине Уједињених нација 78/282 (2024)
Дана 23. маја 2024. године Генерална скупштина Уједињених нација усвојила је резолуцију 78/282 о геноциду у Сребреници (са 84 гласова за, 19 против, 68 уздржаних, а 22 није гласало), којом је установљен Међународни дан промишљања и сећања на геноцид у Сребреници 1995.

## Галерија
- Списак имена настрадалих у Меморијалном центру у Поточарима
- Жене код споменика жртвама током обележавања годишњице у јулу 2007.
- Масовна гробница ексхумирана 2007.
- Гроб 13-годишње жртве
- Део мртвачнице са телима неидентификованих жртава
- Лобања жртве ексхумирана 2007.
- Ексхумације у једној од масовних гробница 1996.
- Сахрана 610 идентификованих тела 2005.
- Спомен камен у меморијалном центру у Поточарима